# Berkelland
Berkelland est une commune néerlandaise située dans la province de Gueldre. Établie le 1er janvier 2005, date de la fusion des anciennes communes de Borculo, Eibergen, Neede et Ruurlo, la commune tire son nom de la Berkel, petite rivière qui la traverse. Au 1er juillet 2021, elle compte 43 843 habitants.

## Géographie

### Situation

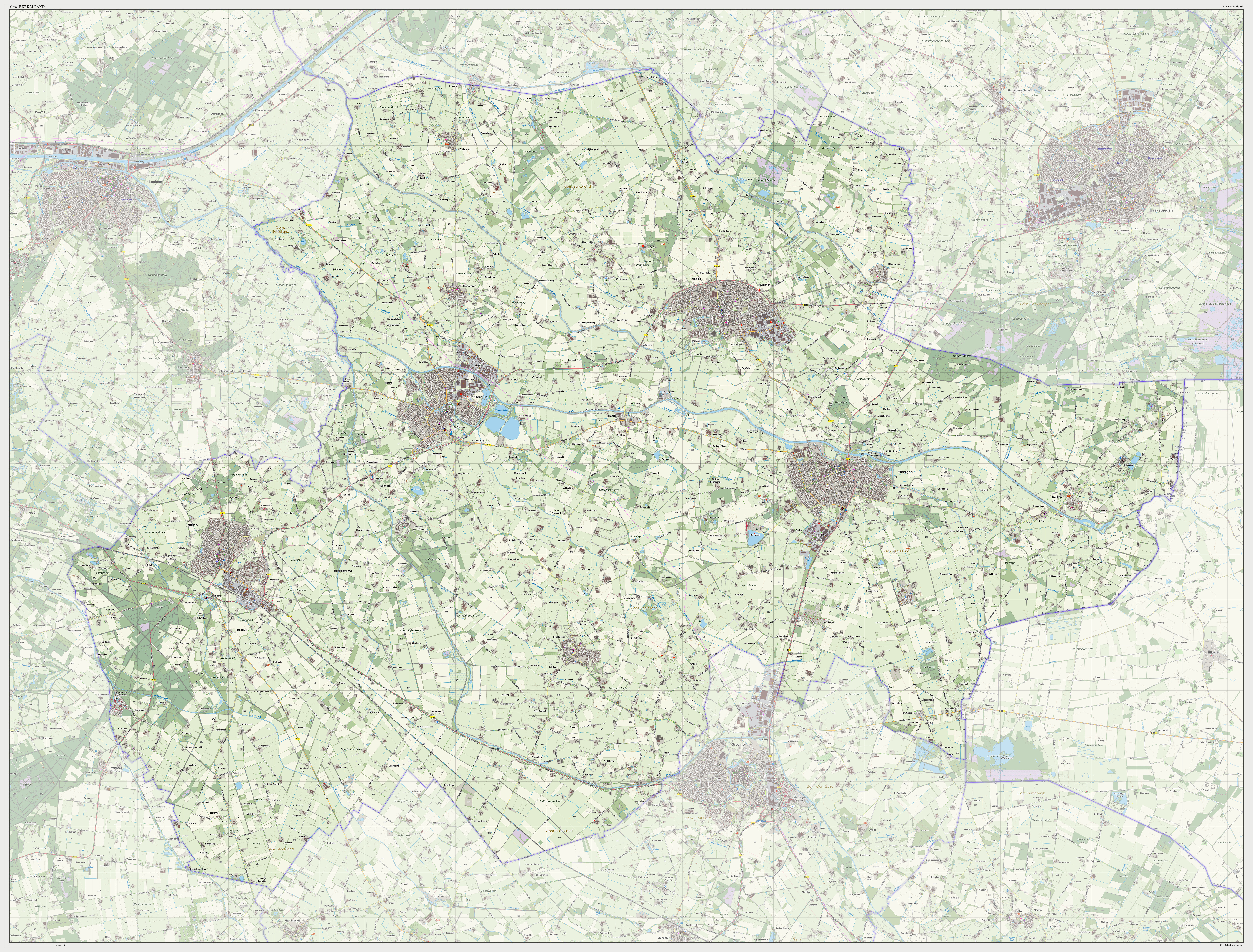
Carte topographique de Berkelland (2013).

Berkelland se trouve dans la région historique et naturelle de l'Achterhoek, à la limite avec la Twente au nord, en Overijssel, à la frontière allemande à l'est.
Elle couvre une superficie de 260,21 km2, dont 258,06 km2 de terres, ce qui en fait la quatrième commune la plus étendue au niveau provincial.
Elle est bordée par Hof van Twente au nord et Haaksbergen au nord-est, toutes deux en Overijssel, ainsi que Vreden (Allemagne) à l'est, Oost Gelre au sud, Bronckhorst au sud-ouest et Lochem au nord-ouest.

### Localités
La commune de Berkelland comprend les localités suivantes : Avest, Beltrum, Borculo (accueille l'hôtel de ville), Brinkmanshoek, Broeke, De Bruil, De Haar, De Heurne, Eibergen, Geesteren, Gelselaar, Haarlo, Holterhoek, Hoonte, Hupsel, Leo-Stichting, Lintvelde, Lochuizen, Loo, Mallem, Neede, Noordijk, Noordijkerveld, Olden Eibergen, Rekken, Rietmolen, Ruurlo et Veldhoek.